# 邦尼蓝旗
美丽蓝旗、邦尼蓝旗或邦妮蓝旗（英語：Bonnie Blue flag）于1861年美国南北战争开始时，曾多次与德克萨斯共和国、西佛罗里达共和国和美利坚联盟国联系在一起。它是由蓝色底色组成，绘上单颗五角白星的旗帜。首次使用早于1810年，被认为是美国历史上首面孤星旗。

## 历史

西佛罗里达共和国国旗（1810年）

伯内特旗（共同官方旗帜，1836年至1839年）

德·萨瓦拉旗（共同官方旗帜，1836年至1839年）

1836年至1845年独立的得克萨斯共和国海军旗（注：1861年，威廉·H·蔡斯上校在彭萨科拉提出作为南方叛乱的临时代表旗帜）

得克萨斯州州旗（1839年至今）

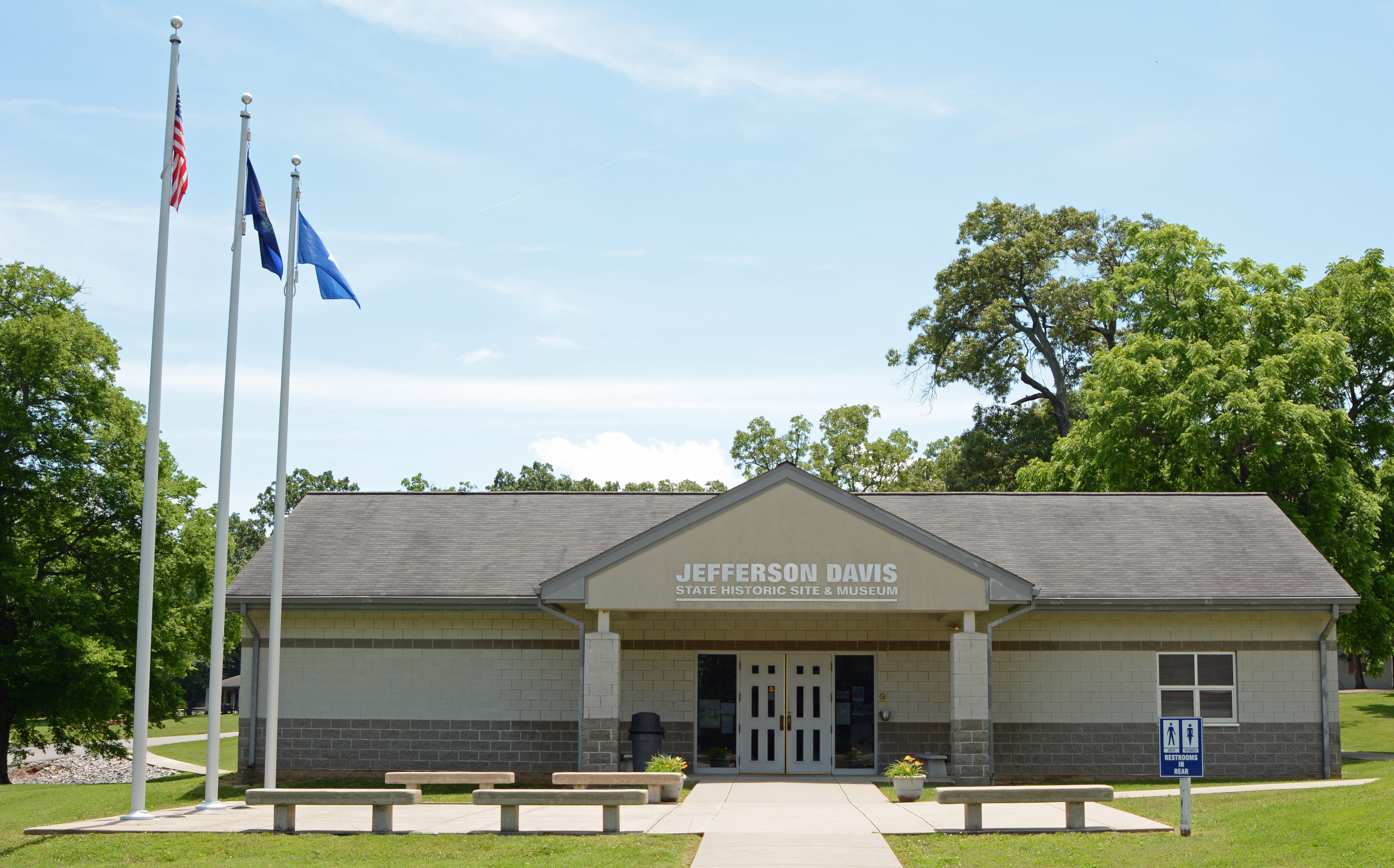
杰斐逊·戴维斯国家历史遗址博物馆广场最右边旗杆悬挂着邦妮蓝旗

这面旗帜的首次悬挂是于1810年，通常带有白星，当时被用来代表西佛罗里达共和国。西佛罗里达共和国位于密西西比河以东的路易斯安那州部分英语系地区，居民在巴吞鲁日反抗西班牙政府的统治，并推翻西班牙地方长官唐·卡洛斯。西佛罗里达共和国的独立仅持续三个月，在路易斯安那州的有争议土地部分，并入路易斯安那购地的美国领土后，宣告解散。
这面旗帜后来被称为伯内特旗（The Burnet flag），于1836年12月10日被德克萨斯共和国议会通过。这个版本由蓝色底色和一颗大金星组成，设计灵感来自1810年西佛罗里达共和国的旗帜。 带有白星的变体旗帜也很常见，其他变体旗帜如把“TEXAS”字母填充在星星空隙的“德·萨瓦拉旗”（De Zavala flag）。这些旗帜与弗雷多尼亚叛乱的旗帜相结合，成为现在德克萨斯州州旗的根源。
1861年1月，密西西比州脱离联邦时，国会大厦升起一面蓝底白星旗。 哈利·麦卡锡于1861年创作民歌《美丽蓝旗》歌颂其作为独立象征。随后，一些脱离的南方州也将蓝底白星的图案，融入在新的州旗设计。
尽管“邦尼蓝”这个名字始于1861年，但毫无疑问，这面旗帜与西佛罗里达共和国的旗帜完全相同。 2006年，路易斯安那州正式将“邦尼蓝”这个名字与西佛罗里达共和国国旗联系起来，通过一项法律，将邦尼蓝旗指定为“西佛罗里达共和国历史地区的官方旗帜”。
邦尼蓝旗于1861年初期，被广泛用作为非官方旗帜，与邦联军在四处飘扬，首先在萨姆特堡开启炮火，展开内战。此后，许多军事单位都有自己的团旗，他们会携带这些旗帜参加战斗。
2007年，六面著名邦尼蓝旗的其中之一，在拍卖会上以 47,800美元（相等於2023年的70,239美元）的价格成交。这面旗帜曾由邦联军第三得克萨斯骑兵队携带，后来作为1936年得克萨斯百年博览会的一部分展出。

## 流行文化
1936年，玛格丽特·米切尔原创小说和1939年改编电影《乱世佳人》（Gone with the Wind）中，瑞德·巴特勒为刚出生的女儿取个绰号叫“邦妮蓝”，因为梅兰妮·威尔克斯形容她的眼睛“像邦妮蓝旗一样蓝”。
同名旗帜和歌曲都出现在电影《众神与将军》（Gods and Generals，2003年）。